# Dave Trott
David Alan Trott dit Dave Trott, né le 16 octobre 1960 à Birmingham (Michigan), est un homme politique américain, représentant républicain du Michigan à la Chambre des représentants des États-Unis de 2015 à 2019.

## Biographie
Dave Trott est originaire de Birmingham, dans le comté d'Oakland dans le Michigan. Après des études à l'université du Michigan (diplômé en 1981) et à l'université Duke (diplômé en 1985), il devient avocat. Son cabinet Trott & Trott participe à de nombreuses saisies immobilières à la suite de la crise des subprimes,.
À la fin des années 1980, il est élu au conseil municipal de Bingham Farms.
Important donateur du Parti républicain, il fait partie de l'équipe financière de Mitt Romney pour l'élection présidentielle de 2012.
En 2014, il se présente à la Chambre des représentants des États-Unis dans le 11e district du Michigan, dans les banlieues ouest de Détroit. Il affronte le républicain sortant Kerry Bentivolio et reçoit le soutien de l'establishement du parti face à ce membre du Tea Party,. Après avoir dépensé plusieurs millions de dollars de sa fortune personnelle, il remporte la primaire républicaine avec 66 % des voix face à Bentivolio,, qui tente alors d'être élu en « write-in ». Dans un district penchant vers les républicains, les démocrates pensent pouvoir marquer des points en critiquant son passé dans les saisies immobilières. Trott est élu représentant avec 55,9 % des suffrages contre 40,5 % pour le démocrate Bobby McKenzie, 3,1 % pour le libertarien John Tatar et 0,6 % pour le représentant sortant.
Dave Trott est candidat à un second mandat en 2016. Il ne rencontre pas d'opposant dans la primaire républicaine. En novembre, il affronte le démocrate Anil Kumar et Bentivolio qui se présente en indépendant. Il est réélu avec 53 % des voix, devançant de 13 points son adversaire démocrate. En septembre 2017, il annonce qu'il ne sera pas candidat à sa réélection en 2018. La démocrate Haley Stevens lui succède.